# Хайдаров, Аюб Хайдарович
Аюб Хайдарович Хайдаров (тадж. Айюб Ҳайдарович Ҳайдаров; 7 ноября 1922, Ура-Тюбе, Ленинабадская область — 23 января 1999, Душанбе) — советский таджикский партийный, государственный и политический деятель.

## Биография
Аюб Хайдаров родился 7 ноября 1922 года в городе Ура-Тюбе. Когда ему было два года, умер его отец, и он вырос под опекой матери и окончил школу № 1 города. Учился в Ленинабадском педагогическом институте имени С. М. Кирова (1939—1941). Член ВКП(б).

## Трудовая деятельность
- 1941—1946 — учитель, сотрудник отдела образования и инструктор партийного комитета в г. Ура-Тюбе.
- 1946—1948 — слушатель двухгодичной партийной школы в г. Сталинабад.
- 1948—1950 — секретарь парткома Калининадского района.
- 1950—1951 — второй секретарь парткома Ура-Тюбинского района
- 1951—1952 — заместитель председателя исполнительного комитета Ленинабадской области[3].
- 1952—1955 — слушатель высшей партийной школы в Москве.
- 1955—1963 — заместитель начальника политотдела, второй секретарь и первый секретарь городского партийного комитета г. Чкаловск.
- 1963—1983 — председатель Республиканского совета профсоюзов Таджикистана.

С 1959 по 1986 год — член ЦК Таджикской ССР. В 1959—1967 годах избирался депутатом Верховного Совета Таджикской ССР, а в 1966—1986 годах — депутатом Верховного Совета СССР 7-го, 8-го, 9-го, 10-го созывов.

## Награды
Награжден тремя орденами «Трудового Красного Знамени», двумя орденами «Знак Почета», 4 медалями и 4 Грамотами Президиума Верховного Совета Таджикистан. В 1982 году был удостоен почетным званием «Заслуженный деятель культуры Таджикистана».

## Умер
Аюб Хайдаров умер 23 января 1999 года в Душанбе.